# Mantidae
Mantidae, najveća porodica kukaca unutar reda Mantodea ili bogomoljki.
Obuhvaća brojne rodove (187): Achlaena, Achlaenella, Acithespis, Afrothespis, Agrionopsis, Alalomantis, Alluandella, Amantis, Ambivia, Ameles, Angela, Antemna, Apterameles, Apteromantis, Archimantis, Armene, Armeniola, Arria, Asiadodis, Austrovates, Beesonula, Betamantis, Bimantis, Biolleya, Bisanthe, Bolbella, Bolivaria, Brancsikia, Brunneria, Callimantis, Callivates, Camelomantis, Cardioptera, Carvilia, Cataspilota, Catigaonopsis, Catoxyopsis, Ceratocrania, Choeradodis, Chopardentella, Chopardiella, Chroicoptera, Chromatophotina, Cilnia, Coenomantis, Compsomantis, Congomantis, Coptopteryx, Corthylomantis, Danuria, Danuriella, Deiphobe, Deiphobella, Deroplatys, Dimantis, Dystacta, Dystactula, Elaea, Elmantis, Entella, Entelloptera, Eremoplana, Euchomena, Euchomenella, Geomantis, Geothespis, Gimantis, Gonypeta, Gonypetella, Gonypetoides, Gonypetyllis, Gretella, Hagiotata, Haldwania, Heterochaeta, Heterochaetula, Heterovates, Hicetia, Hierodula, Hierodulella, Holaptilon, Indomenella, Indothespis, Ischnomantis, Kishinouyeum, Leptocola, Ligaria, Ligariella, Ligentella, Litaneutria, Lobocneme, Lobothespis, Lobovates, Macracanthopus, Macrodanuria, Macromantis, Macropopa, Mantasoa, Mantilia, Mantis, Melliera, Memantis, Mesopteryx, Metriomantis, Micadina, Microphotina, Microthespis, Miomantis, Myrcinus, Mythomantis, Namamantis, Neocilnia, Neodanuria, Notomantis, Nullabora, Omomantis, Orthodera, Orthoderella, Orthoderina, Oxyopsis, Oxyothespis, Palaeophotina, Paracilnia, Paraligaria, Paramantis, Paraphotina, Pararivetina, Paraseverinia, Parasphendale, Parastagmatoptera, Parentella, Paroxyopsis, Phasmomantis, Photina, Photinella, Phyllothelys, Phyllovates, Plistospilota, Pnigomantis, Polyspilota, Popa, Prohierodula, Pseudempusa, Pseudodystacta, Pseudomantis, Pseudostagmatoptera, Pseudovates, Pseudoxyops, Pseudoyersinia, Rehniella, Reticulimantis, Rhachimantis, Rhodomantis, Rhombodera, Rhomboderella, Rivetina, Rivetinula, Schizocephala, Severinia, Sinaiella, Solygia, Somalithespis, Sphaeromantis, Sphodromantis, Sphodropoda, Stagmatoptera, Stagmomantis, Statilia, Stenopyga, Stictomantis, Tamolanica, Tarachomantis, Taumantis, Teddia, Telomantis, Tenodera, Thespoides, Tisma, Tismomorpha, Toxodanuria, Trachymantis, Vates, Xystropeltis, Yersinia, Yersiniops, Zoolea, Zopheromantis.

## Vanjske poveznice
|  | Zajednički poslužitelj ima još gradiva o temi Mantidae |
|  | Wikivrste imaju podatke o taksonu Mantidae             |

- Key to Mantidae Genera
- Tree of Life - Mantidae  Arhivirana inačica izvorne stranice od 29. srpnja 2012. (Wayback Machine)
- Natures's Best Masked Flower Image  Arhivirana inačica izvorne stranice od 17. srpnja 2012. (Wayback Machine)
- North American mantids  Arhivirana inačica izvorne stranice od 17. srpnja 2012. (Wayback Machine)
- MantisOnline.eu: All about praying mantids